# Bürüs
Bürüs là một thị trấn thuộc hạt Baranya, Hungary. Thị trấn này có diện tích 16,3 km², dân số năm 2010 là 88 người, mật độ 5 người/km².